# Карл Акройд
Карл (Чарльз) Акройд (англ. Karl (Charles) Ackroyd; нар. 1787, Лондон, Велика Британія — пом. не раніше 1855) — англійський архітектор. Мешкав та працював у Миколаєві (1828—1855).

## Життєпис
Народився у 1787 році в Лондоні. Отримав освіту у будівельній школі Гаддерсфілда. У Великій Британії проживав до листопада 1827 року, коли був запрошений на службу до Російської імперії. 
У Росії проєктував будівлю Лубенської ратуші, садибу Соколова-Микитова і розпочав креслення відомого прибуткового будинку на Ливарному проспекті у Санкт-Петербурзі. Проте роботу закінчити йому не дали, 28 травня 1829 року його переводять в розпорядження військового губернатора міста Миколаєва і головнокомандуючого Чорноморським флотом віце-адмірала О. С. Грейга. 
Служив архітектором Чорноморського адміралтейського департаменту під керівництвом головного міського архітектора Федора Вунша, згодом – фактично виконував обов'язки головного архітектора міста (офіційного призначення на дану посаду так і не отримав).
У Миколаєві Карл Акройд прослужив майже 27 років. Весь час проживав в будинку Йосипа де Рібаса на розі вулиць Наваринської і Нікольської.
У 1855 році був висланий до Москви під нагляд генерал-губернаторської канцелярії. Причиною стала Кримська війна. Після здачі Севастополя англо- французьким військам очікувалися напади на Миколаїв. Місто оголосили в стані облоги. Архітектор, як англійський підданий, згідно з контрактом не мав права воювати проти своєї батьківщини.
Подальша доля архітектора невідома. За припущенням краєзнавця та історика Юрія Крючкова, після закінчення війни Акройд міг залишити Росію та повернутися на батьківщину. Згідно ж версії історика Сергія Гаврилова, помер архітектор у Москві в березні 1855 року. Місце його поховання невідоме.

## Роботи

### Миколаїв
Свою діяльність у Миколаєві розпочав з проєктування та будівництва казарм для нижчих чинів (1829–1831). У 1832 році виконав доповнення до генерального плану Миколаєва, зокрема у західній частині (від Артилерійської вулиці у бік Бузького лиману). 
У 1834 році розробив проєкт реконструкції Миколаївського адміралтейства та перебудував у формах пізнього класицизму будинок і канцелярію головнокомандувача Чорноморським флотом на Адміральській вулиці (нині — Миколаївський музей суднобудування і флоту). Акройд перепланував кімнати в будинку, переніс парадний вхід і добудував вежу-бельведер, де Грейг, що цікавився астрономією, міг робити свої спостереження.
Період 1837–1860 років став особливо плідним у творчості архітектора. В ці роки за його проєктами була збудована безліч споруд, серед них:
- Модельний павільйон Миколаївського адміралтейства (1835)[3];
- Комплекс будівель ливарного заводу (1840);
- Реконструкція палаца князя Г. О. Потьомкіна в колишньому передмісті Миколаєва – Спаську (пізніше – літнє морське зібрання, 1841–1842, будівля не збереглася);
- Училище для дочок нижніх чинів Морського відомства (нині – поліклініка військового госпіталю Миколаївського гарнізону, 1844);
- Лютеранська (німецька) кірха (1848–1852);
- Мур і головні ворота Миколаївського адміралтейства (нині – вхід на територію Миколаївського суднобудівного заводу, 1849);
- Комплекс будівель старофлотських казарм (нині – Миколаївський обласний краєзнавчий музей, 1850).

### В інших містах
Перед службою в Миколаєві Акройд встиг попрацювати в Росії. До 1829 року архітектор спроєктував будівлю Лубенської ратуші, садибу Соколова-Микитова і розпочав креслення відомого прибуткового будинку на Ливарному проспекті у Санкт-Петербурзі. Вже після переїзду архітектора той працював здебільшого на півдні сучасної України, серед його відомих робіт:
- Ново-Миколаївська хоральна синагога (1840, Херсон, будівля не зберіглася);
- Нове Лазарєвське адміралтейство (1835–1853, Севастополь, нині – Севастопольський морський завод).

Роботи Карла (Чарльза) Акройда
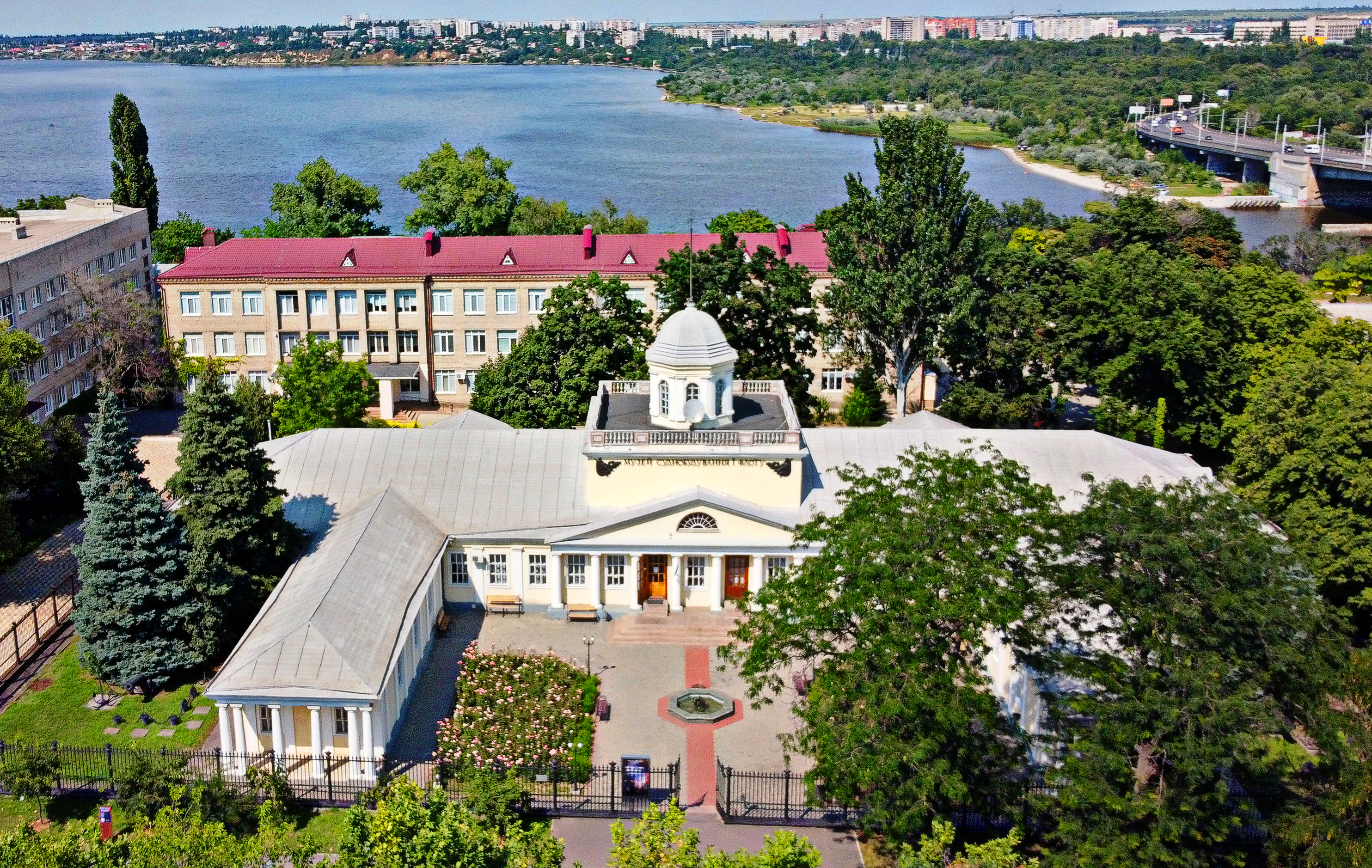
Будинок головнокомандувача Чорноморським флотом (реконструкція, 1835)
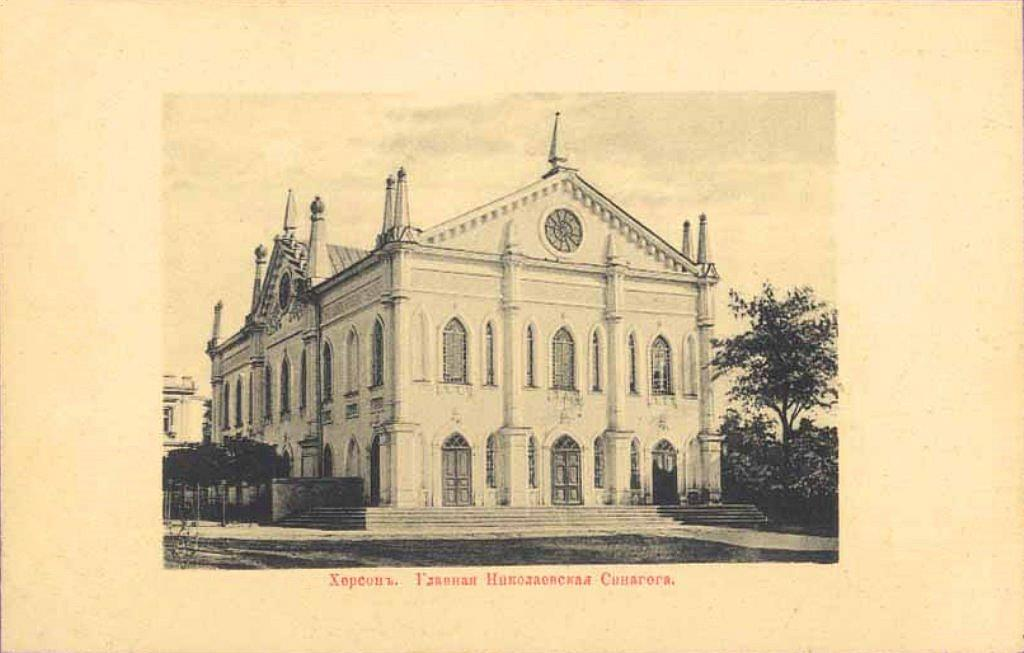
Ново-Миколаївська хоральна синагога (1840, Херсон)
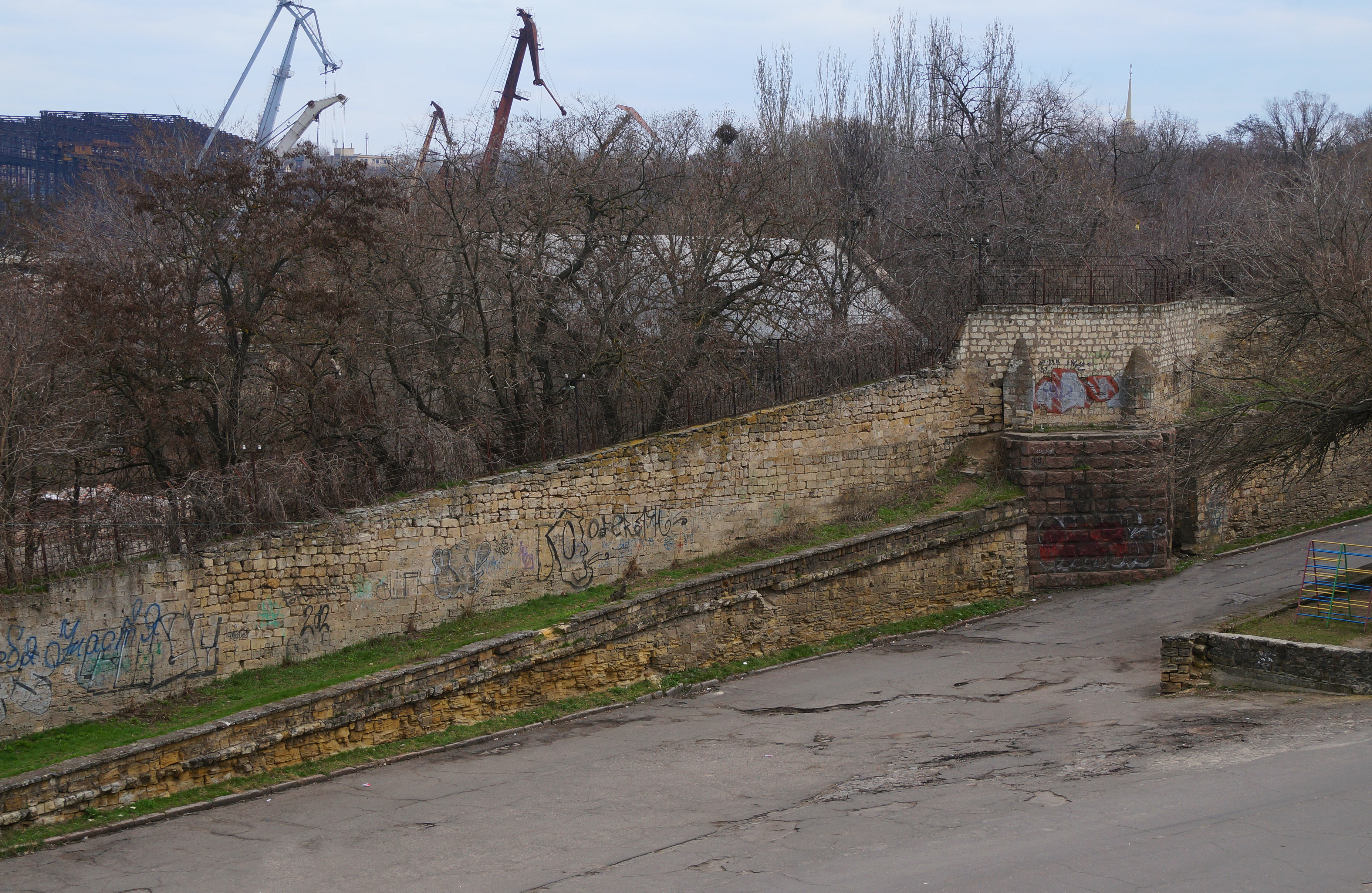
Мур Миколаївського адміралтейства (1849)
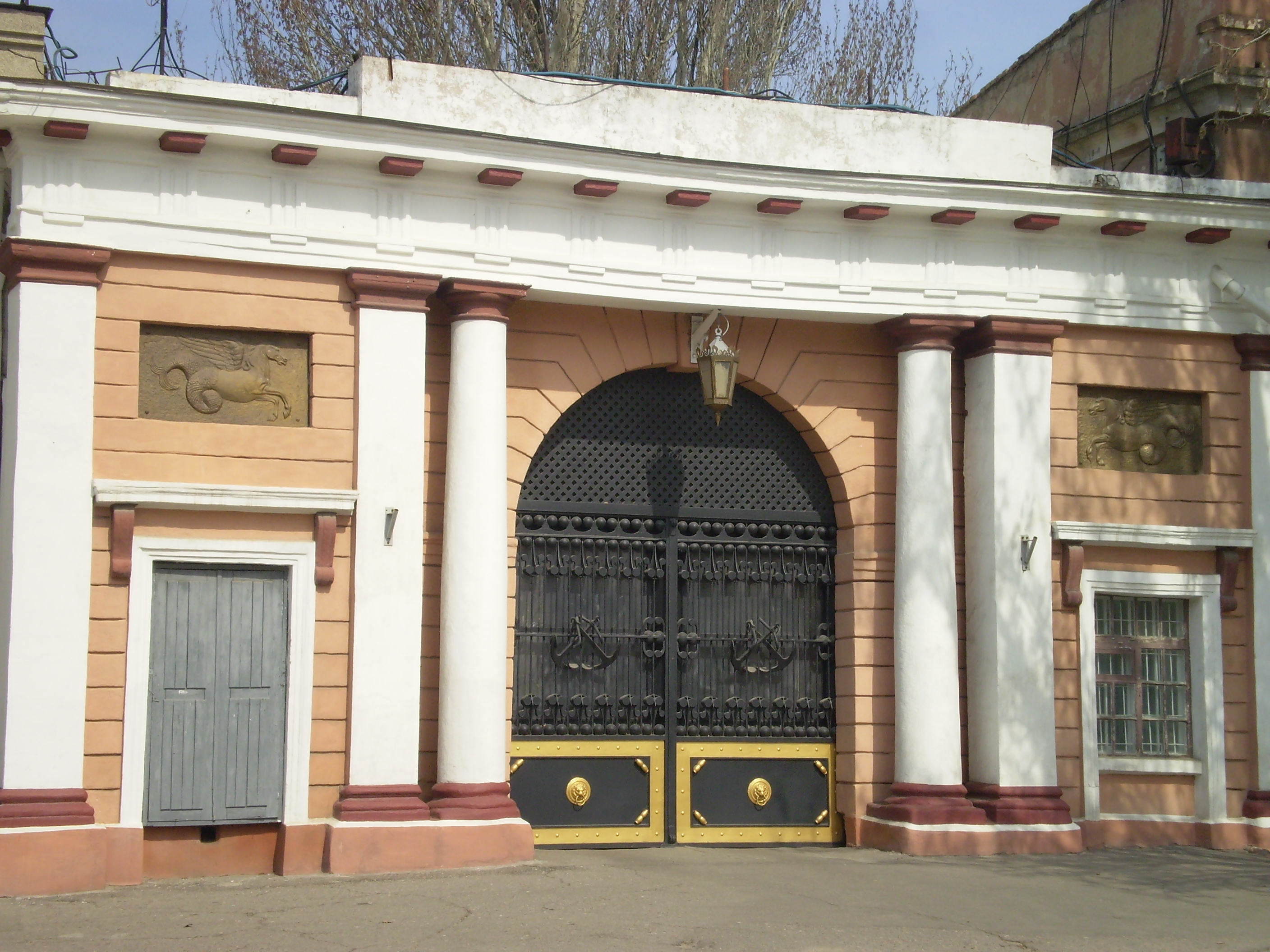
Головні ворота Миколаївського адміралтейства (1849)
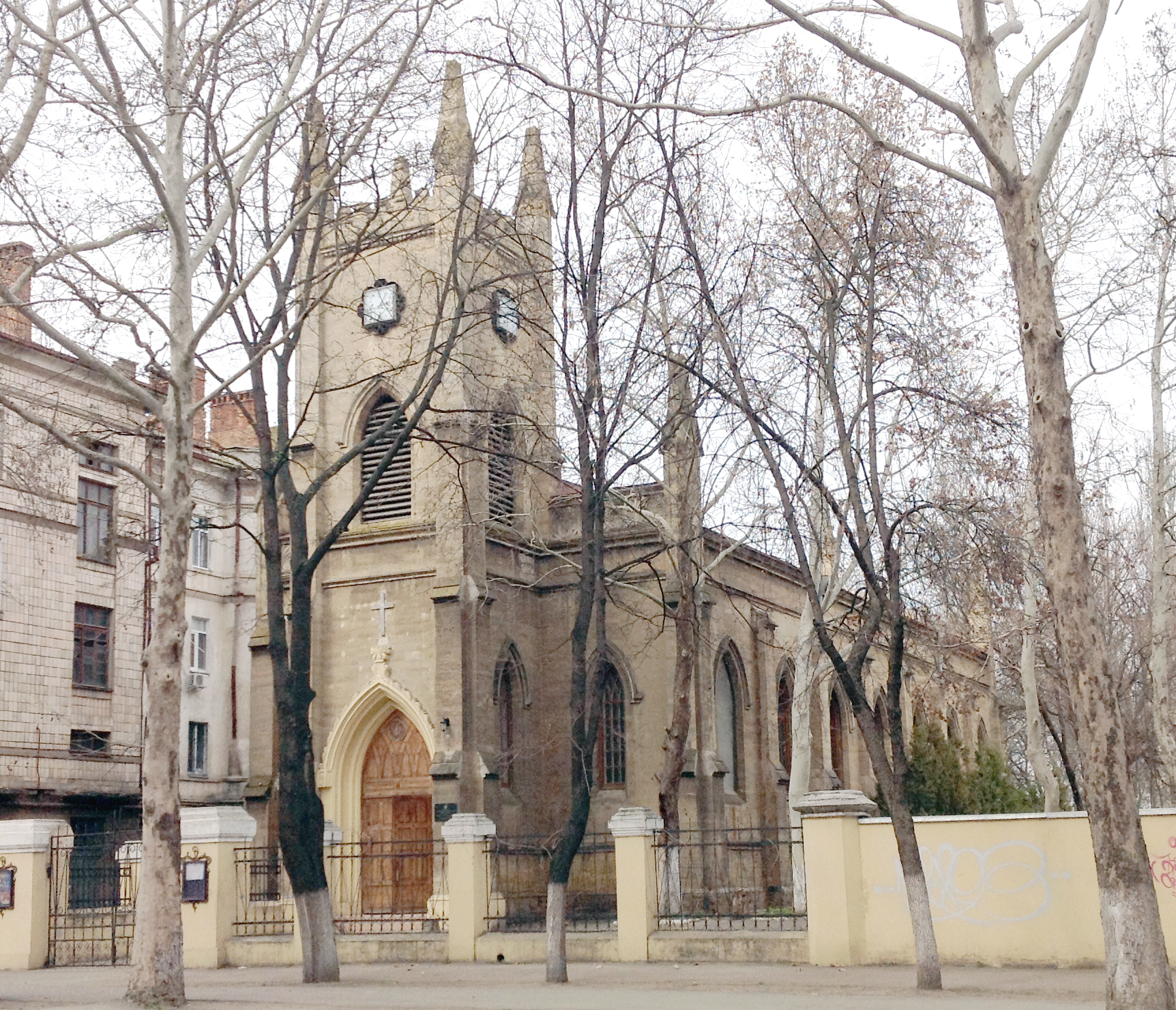
Лютеранська (німецька) кірха (1848–1852, Миколаїв)
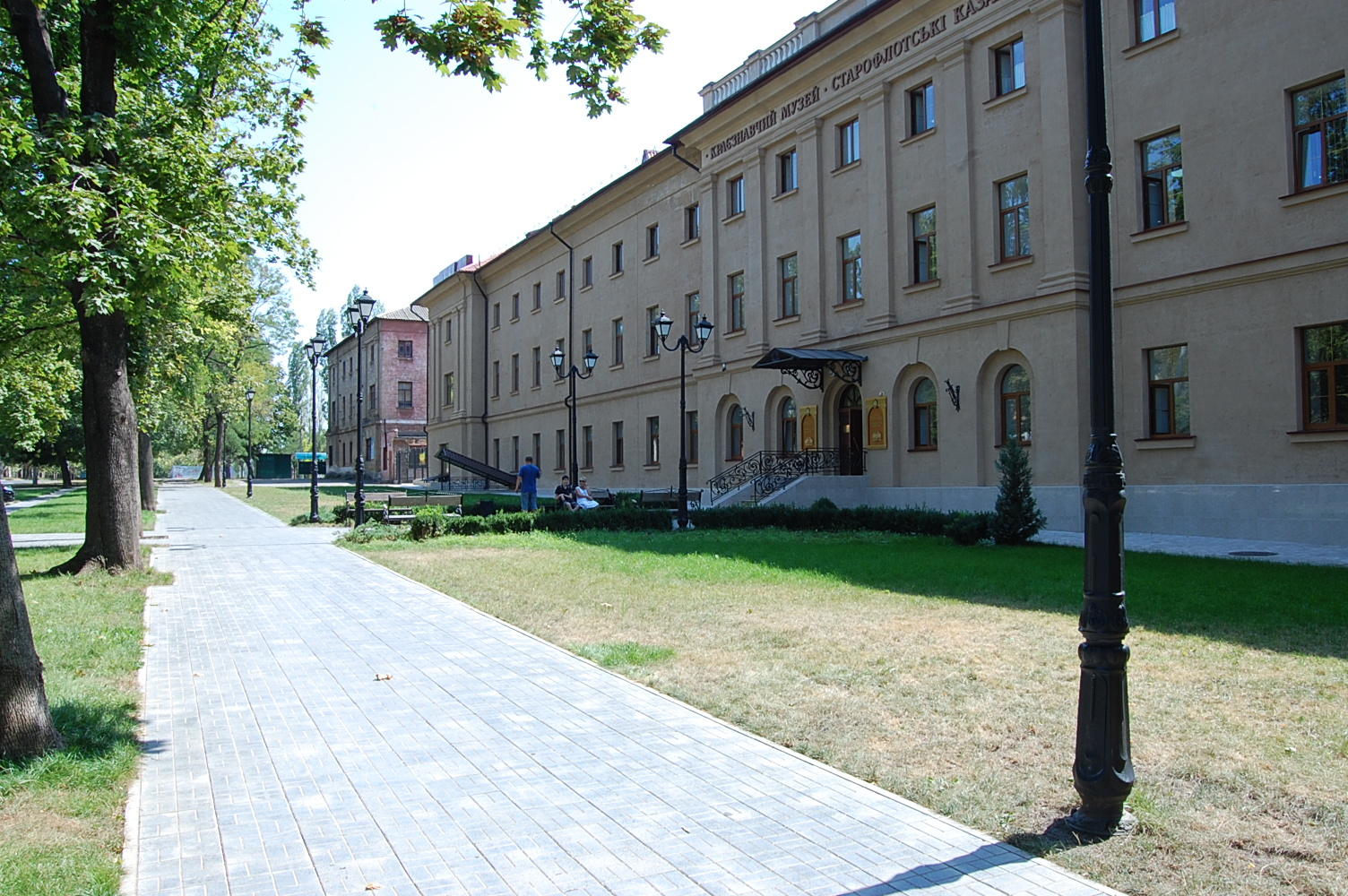
Комплекс будівель старофлотських казарм (1850)

## Стиль
Більшість споруд, спроєктованих Акройдом у 1830–1840-х роках створені у стилі суворого, вишуканого та лаконічного пізнього класицизму. У 1840–1850-х роках в архітектурній творчості архітектора яскраво проявилися риси архітектурного романтизму. У будівлях, що споруджувалися за його проєктами в цей час, очевидні ремінісценції на теми готичної та східної архітектури. При цьому залишався незмінним відомий індивідуальний авторський стиль самого Акройда.

## Приватне життя
Був одружений з Софією Манесті. У 1849 році у подружжя Акройдів народився син Карл.